# Claudia Salman
Pour les articles homonymes, voir Rath et Salman.
Claudia Salman (née Rath le 25 avril 1986 à Hadamar) est une athlète allemande, spécialiste de l'heptathlon.

## Biographie
En 2012, elle est finaliste aux Championnats d'Europe à Helsinki, en battant son meilleur score avec 6 210 points.
Aux Championnats du monde de 2013 à Moscou, Claudia Rath améliore son record personnel de l'heptathlon à 6 462 points, terminant à la quatrième place, à seulement quinze points de la médaille de bronze remportée par la Néerlandaise Dafne Schippers.
En octobre 2016, elle annonce qu'elle se consacrera plus au saut en longueur qu'à l'heptathlon pour la saison 2017.
Le 27 janvier 2017, elle porte son record personnel du saut en longueur à 6,60 m, réalisant ainsi les minimas pour les Championnats d'Europe en salle de Belgrade. Elle connaît sa progression sur cette épreuve en réalisant 6,76 m le 10 février, à l'occasion de l'ISTAF Berlin, ce qui représente la 2e meilleure performance mondiale de l'année derrière les 6,87 m de la Serbe Ivana Španović réalisés dans ce même concours.
Elle confirme cette progression en devenant championne d'Allemagne le 19 février avec un saut à 6,72 m. Le 4 mars, en qualification des Championnats d'Europe en salle de Belgrade, elle porte son record personnel à 6,79 m. Le lendemain, elle l'améliore à 6,84 m puis 6,94 m, lui permettant ainsi de remporter la médaille de bronze derrière la favorite Serbe Ivana Španović (7,24 m, WL) et la Britannique Lorraine Ugen (6,97 m, NR).
Le 27 mai, elle participe à son premier heptathlon de la saison à l'occasion de l'Hypo-Meeting de Götzis : lors de cette première journée, elle bat son record personnel au lancer du poids (14,00 m) et au 200 m (23 s 62) malgré un fort vent de face. Le lendemain, au saut en longueur, elle réalise la superbe performance de 6,86 m, record personnel en plein air et minimas pour les Championnats du monde de Londres. Elle bat également son record au 800 m (2 min 05 s 54) ce qui lui permet d'obtenir 6 580 points au total, largement mieux que son ancienne meilleure marque (6 462 en 2013). Elle termine 5e dans cet heptathlon le plus relevé de l'histoire, remporté par Nafissatou Thiam (7 013 points).
En août, Claudia Salman-Rath termine 8e de l'heptathlon aux Championnats du monde de Londres (6 362 points) puis se qualifie pour la finale du saut en longueur et s'y classe 10e avec 6,54 m.

## Palmarès
| Date | Compétition                           | Lieu                                  | Résultat | Épreuve    | Marque |
| ---- | ------------------------------------- | ------------------------------------- | -------- | ---------- | ------ |
| 2010 | Championnats d'Europe                 | Barcelone                             | 11e      | Heptathlon | 6 107  |
| 2012 | Championnats d'Europe                 | Helsinki                              | 6e       | Heptathlon | 6 210  |
| 2013 | Championnats du monde                 | Moscou                                | 4e       | Heptathlon | 6 462  |
| 2013 | Ruhrgas DLV Mehrkampf                 | Ratingen                              | 2e       | Heptathlon | 6 317  |
| 2013 | Coupe du monde des épreuves combinées | Coupe du monde des épreuves combinées | 3e       | Heptathlon | 19 014 |
| 2014 | Championnats du monde en salle        | Sopot                                 | 4e       | Pentathlon | 4 681  |
| 2014 | Mehrkampf-Meeting Ratingen            | Ratingen                              | 2e       | Heptathlon | 6 314  |
| 2014 | Championnats d'Europe                 | Zurich                                | 8e       | Heptathlon | 6 225  |
| 2015 | Mehrkampf-Meeting Ratingen            | Ratingen                              | 3e       | Heptathlon | 6 290  |
| 2015 | Championnats du monde                 | Pékin                                 | 5e       | Heptathlon | 6 441  |
| 2015 | Coupe du monde des épreuves combinées | Coupe du monde des épreuves combinées | 2e       | Heptathlon | 19 189 |
| 2016 | Jeux olympiques                       | Rio de Janeiro                        | 14e      | Heptathlon | 6 270  |
| 2016 | Décastar                              | Talence                               | 3e       | Heptathlon | 6 310  |
| 2017 | Championnats d'Europe en salle        | Belgrade                              | 3e       | Longueur   | 6,94 m |
| 2017 | Hypo-Meeting                          | Götzis                                | 5e       | Heptathlon | 6 580  |
| 2017 | Championnats d'Europe par équipes     | Lille                                 | 1re      | Longueur   | 6,66 m |
| 2017 | Championnats du monde                 | Londres                               | 8e       | Heptathlon | 6 362  |
| 2017 | Championnats du monde                 | Londres                               | 10e      | Longueur   | 6,54 m |
| 2017 | Ligue de diamant                      | Ligue de diamant                      | 8e       | Longueur   | 6,21 m |

## Records
| Épreuve           | Performance   | Lieu         | Date                     |
| ----------------- | ------------- | ------------ | ------------------------ |
| 100 mètres haies  | 13 s 44       | Pékin Götzis | 22 août 2015 28 mai 2016 |
| Saut en hauteur   | 1,83 m        | Moscou       | 12 août 2013             |
| Lancer du poids   | 14,00 m       | Götzis       | 27 mai 2017              |
| 200 mètres        | 23 s 62       | Götzis       | 27 mai 2017              |
| Saut en longueur  | 6,86 m        | Götzis       | 28 mai 2017              |
| Lancer du javelot | 43,65 m       | Talence      | 18 septembre 2016        |
| 800 mètres        | 2 min 05 s 54 | Götzis       | 28 mai 2017              |
| Heptathlon        | 6 580 pts     | Götzis       | 28 mai 2017              |

| Épreuve          | Performance   | Lieu      | Date            |
| ---------------- | ------------- | --------- | --------------- |
| 60 mètres haies  | 8 s 43        | Sopot     | 7 mars 2014     |
| Saut en hauteur  | 1,82 m        | Otterberg | 11 février 2006 |
| Lancer du poids  | 13,66 m       | Sopot     | 7 mars 2014     |
| Saut en longueur | 6,94 m        | Belgrade  | 5 mars 2017     |
| 800 mètres       | 2 min 09 s 89 | Tallinn   | 14 février 2016 |
| Pentathlon       | 4 688 pts     | Tallinn   | 14 février 2016 |